# Квон Хёк Чу
Квон Хёк Чу (кор. 권혁주; род. 17 декабря 1985, Сеул) — корейский скрипач.
С 1995 г. учился в России. Окончил Центральную музыкальную школу в Москве у Эдуарда Грача и Московскую консерваторию у него же, участвовал также в мастер-классах Шломо Минца, Иды Гендель и др. Занял второе место на III Международном юношеском конкурсе имени Чайковского (1997), затем выиграл ряд международных конкурсов, в том числе Международный конкурс имени Ямпольского (Пенза, 2002), Московский международный конкурс скрипачей имени Паганини (2004) и Международный конкурс имени Карла Нильсена (Оденсе, 2004).
Концертирует с российскими оркестрами начиная с 1997 г. В 2004 году исполнил в Москве 24 каприса Николо Паганини.